# 西川誠
西川 誠（にしかわ まこと、1962年 - ）は、日本の歴史学者。川村学園女子大学文学部史学科教授。専門は日本近代政治史。

## 来歴
京都府出身。1987年東京大学文学部国史学科を卒業し、1992年、東京大学大学院人文科学研究科博士課程中途退学。学位は文学修士。
その後宮内庁書陵部に勤務、1998年川村学園女子大学文学部史学科専任講師に就任し、助教授、教授となる。史学科長・文学部長を経て、2016年副学長に就任し、理事も務めている。2022年4月1日付で第4代学長。

## 著書

### 単著
- 『天皇の歴史（7）　明治天皇の大日本帝国』（講談社、2011年7月／講談社学術文庫、2018年6月）

### 共著
- 伊藤隆編　『日本近代史の再構築』（山川出版社、1993年）　
  - 「明治零年代の地方経営に関する覚書」の論考。
- 『日本史史話　近現代』（山川出版社、1994年）
- 『宮崎県の歴史　県史45』（山川出版社、1999年）
- 『宮崎県史 通史編 近現代1』（宮崎県、2000年）
- 『明治天皇と政治家群像』（吉川弘文館、2002年）
- 『工部省とその時代』（山川出版社、2002年）
- 『日本立憲政治の形成と変質』（吉川弘文館、2005年）

### 刊行史料
- （我部政男・広瀬順晧）『明治前期地方官会議史料集成　第2期』全6巻（柏書房、1997年）
- （堀口修）『末松子爵家所蔵文書　公刊明治天皇御紀編修委員会史料』上・下巻（ゆまに書房、2003年）
- （檜山幸夫 総編集）『伊藤博文文書　秘書類纂 憲法』全12巻（ゆまに書房、2012-13年）、編・解題
- （尚友倶楽部）『杉孫七郎関係文書』（同成社、2023年）